# Le Pin, Allier

Le Pin este o comună în departamentul Allier din centrul Franței. În 1 ianuarie 2022 avea o populație de 431 de locuitori.